# 기오르기 가하리아
기오르기 자우리스 제 가하리아(조지아어: გიორგი ზაურის ძე გახარია, 1975년 3월 19일~)는 조지아의 정치인으로 2019년 9월 8일부터 2021년 2월 18일 사임할 때까지 조지아의 제14대 총리를 역임했다.

## 교육
1992년~1994년에 가하리아는 역사 학부인 트빌리시 국립 대학교에서 공부했다. 1994년~1999년에 그는 모스크바 국립 대학교에서 공부했다. 그는 정치학 석사이다. 2002년~2004년에 그는 모스크바 국립 대학교의 고등 경영 학교에서 공부했다. 2006년~2009년에 그는 모스크바 국립 대학교의 응용 생명 공학의 초청 강사였다.

## 정치 생활 초기
2012년 의회 선거에서 승리한 후, 2012년 10월에 비지나 이바니슈빌리가 이끄는 새로운 정부를 구성한 조지아에 새로운 여당이 왔다. 기오르기 가하리아는 2013년에 여당에 합류하여 처음부터 받아들여졌다. 그의 과거와 지식 때문에, 그는 2013년 3월에 조지아의 비즈니스 옴부즈맨이 되었고, 그 후, 그의 정치적 삶은 조지아의 꿈-민주 조지아에서 시작되었다.
2014년 그의 성공의 결과로, 그는 경제 위원회의 장관으로 임명되었고, 그곳에서 그는 유명해졌고 조지아의 꿈에서 중요한 사람이 되었다.

## 정치적 진보
가하리아의 정치적인 발전의 결과로, 그는 꽤 유명해졌고, 2016년에 조지아의 꿈-민주 조지아 연임에 성공했고 권력을 유지했다. 선거에서 승리한 후, 기오르기 크비리카슈빌리 총리가 가하리아 경제부 장관을 임명하는 새로운 정부가 형성되었다. 2016년 11월 27일, 새로운 정부는 다수의 지지를 얻었고 새로운 내각이 승인되었다.
가하리아는 그 나라의 경제부 장관이 되었고 동시에 그는 새로운 정부가 되었다. 그는 훨씬 더 유명해졌다. 그의 영향력은 꽤 빠르게 증가하고 있었다. 2017년에 크비리카슈빌리는 그의 주요 정치 생활이 시작된 내무부 장관으로 임명했다.

## 총리 후보자
2019년 9월 2일, 마무카 바흐타제 총리가 사임하고 새로운 총리의 임명을 기다리고 있었다. 같은 날, 내무부 장관이자 부총리인 기오르기 가하리아를 총리 후보로 고려한다는 의견이 나왔다. 실제로 9월 3일, 조지아의 꿈의 비지나 이바니슈빌리 의장이 그를 총리 후보로 지명했다.
가하리아는 미래 계획과 각료 내각을 제시했는데, 많은 사람들은 조지아의 반대뿐만 아니라 이 결정을 좋아하지 않았다.
총리 지명자인 가하리아는 9월 6일 의회에 도착하여 향후 계획과 목표를 논의하고 야당과 가하리아 간의 열띤 논쟁을 벌이다. 같은 날 야당은 가하리아와 그의 팀을 지지하지 않는다고 말했다.
9월 8일 의회에 도착한 가하리아는 질문에 답하고 지지를 받았다. 9월 8일 조지아의 꿈은 가하리아를 지지했고 98표로 승인했다.

## 총리직

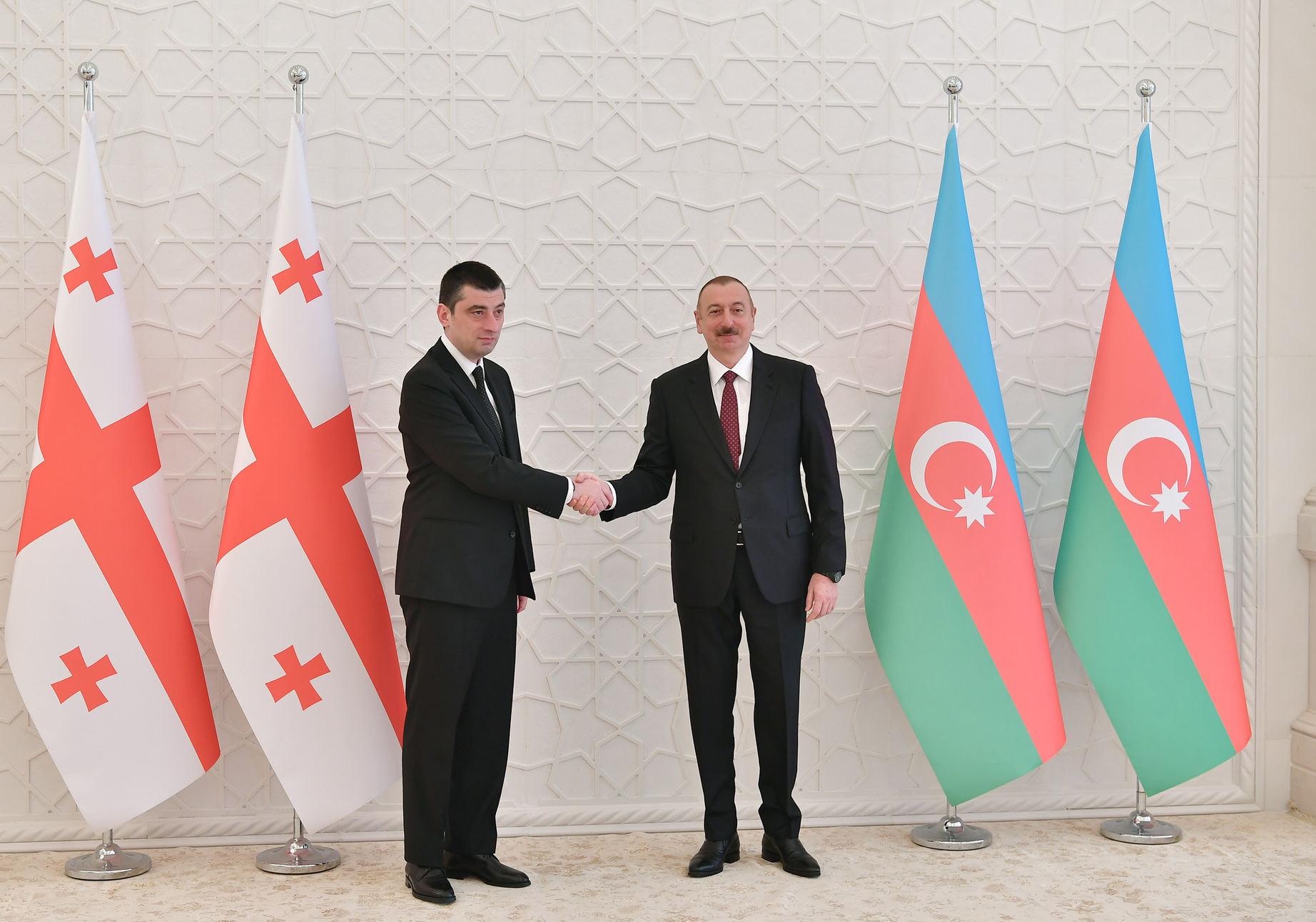
2019년 10월 9일 바쿠에서 일함 알리예프 아제르바이잔 대통령과 가하리아

2019년 10월, 일함 알리예프와 기오르기 가하리아의 만남으로 아제르바이잔은 조지아를 위한 다비트-가레지 수도원의 문을 열었다.
2019년 12월 12일, 가하리아는 우크라이나에서 우크라이나 대통령 및 정부와 만났다. 같은 날, 얄타에서 GUAM 민주경제개발기구 정상회의가 열렸고, 이 자리에서 가하리아도 참석했다.
그는 코로나19 범유행 기간 동안 조지아의 총리였으며, 가하리아와 그의 내각은 바이러스의 첫 번째 물결에 잘 대처했다. 가하리아를 위원장으로 하는 조정 위원회가 설립되었다. 범유행 기간 동안 기업들은 어려움을 겪고 있었다. 정부는 대규모 봉쇄를 발표하여 국민의 상황을 더욱 복잡하게 만들었다. 2020년 4월 24일, 가하리아는 국민에게 재정 지원을 제공하는 계획을 발표했으며, 여기에는 총 35억 GEL이 포함되었다. 이 계획에 의해 정부는 다양한 주세를 조달했다. 이 국가는 국민에게 재정 지원을 제공했지만 충분하지 않은 것으로 드러났다. 정부는 모든 관광 구역을 폐쇄하고 관광객 수를 줄였다. 바이러스의 두 번째 물결은 국가에 훨씬 더 큰 타격을 입혔다. 정부는 어떠한 제한 사항도 발표하지 않았으며, 이는 바이러스 사례를 더욱 증가시켰다. 어려운 역학 상황으로 인해 11월 9일에 통금이 선포되었으며, 11월 26일에 가하리아는 2021년 2월 1일까지 유효한 두 번째 대규모 봉쇄를 발표했다.
2020년 11월 2일 조지아에서 코로나19가 유행하는 동안 가하리아는 바이러스 양성 반응을 보였다.
2021년 1월 21일, 조지아는 스트라스부르 법원에서 러시아와의 분쟁에서 이겼고, 국가와 국민을 위한 위대한 승리였다. 그 날, 가하리아는 다비트 잘칼리아니 조지아 외무부 장관을 부총리로 임명했다.
2월 12일, 가하리아 총리는 조지아의 몇몇 지역의 주지사들을 해고하고 다른 주지사들을 임명했다.

### 2020년 조지아 의회 선거
2020년 7월, 조지아의 꿈-민주 조지아은 선거운동을 시작했다. 가하리아는 처음부터 조지아의 꿈 정당의 일원으로 선거운동에 참여했다. 9월, 당은 선거를 앞두고 그를 총리 후보로 지명했고, 이 기간 동안 가하리아는 큰 인기를 끌었고, 실제로 가하리아의 지도력 아래 조지아의 꿈이 선거에서 승리했다. 12월 24일, 새 의회는 기오르기 가하리아 내각의 연임을 승인했다. 또한 가하리아는 그의 당에서 매우 중요한 인물이었기 때문에 그를 가치 있는 지도자이자 총리라고 불렀다.

### 사임
며칠 전 그는 아무 데도 가지 않겠다고 했다가 2월 18일 아침 매우 갑작스럽게 사임을 발표했다. 훗날 알려진 바와 같이, 가하리아는 조지아의 꿈에서 합의에 이르지 못하자, 가하리아도 더 이상 조지아의 꿈의 입장에 동의하지 않아 당을 떠나 그 자리를 떠났다고 밝혔다. 당시 국가 상황은 통합국민운동당의 니카 멜리아 대표가 2019년 반정부 시위 과정에서 집단 폭력을 조직한 혐의로 기소되었다. 멜리아가 12,000달러의 보석금 지급을 거부하자, 조지아 법원은 멜리아를 그의 재판 전에 구금해야 한다는 판결을 내렸다. 이에 대해 멜리아는 법원의 판결이 "위법하다"고 말했고, 2월 18일 가하리아는 멜리아를 구금하기로 한 결정에 대해 사임했다. 멜리아는 2월 23일 통합국민운동당 당사에서 체포되었다. 집권당 조지아의 꿈은 가하리아의 후임으로 이라클리 가리바슈빌리를 지지했고, 의회는 2월 22일 그를 임명하기 위해 89-2로 투표했다.